# Neumarkt in Steiermark
Neumarkt in Steiermark ist eine ehemalige Marktgemeinde mit 1713 Einwohnern (Stand: 1. Jänner 2016) im Gerichtsbezirk bzw. Bezirk Murau in der Steiermark.
Im Rahmen der Gemeindestrukturreform in der Steiermark ist sie seit 2015 mit den Gemeinden Dürnstein in der Steiermark, Kulm am Zirbitz, Mariahof, Perchau am Sattel, Sankt Marein bei Neumarkt und Zeutschach zusammengeschlossen,
die neue Gemeinde führt den neuen Namen Marktgemeinde Neumarkt in der Steiermark. Grundlage dafür ist das Steiermärkische Gemeindestrukturreformgesetz – StGsrG.
Eine Beschwerde, die von der Gemeinde gegen die Zusammenlegung beim Verfassungsgerichtshof eingebracht wurde, war nicht erfolgreich.

## Geografie

### Geografische Lage
Neumarkt liegt in 845 m Seehöhe in einem Hochtal zwischen den Seetaler Alpen im Osten und der Grebenzen im Westen.

## Geschichte
Die ältesten Funde auf dem heutigen Neumarkter Gemeindegebiet weisen auf eine Besiedlung bereits im 4. Jahrtausend v. Chr. hin. In vorchristlicher Zeit verlief hier eine der wichtigsten Verbindungsstraßen zwischen Italien und der Donau, auch Funde aus der Römerzeit wie ein Meilenstein aus dem Jahr 324 bezeugen die enge Verbindung nach Italien.
Die Pfarrkirche von Neumarkt wurde Ende des 12. Jahrhunderts erbaut. Die älteste urkundliche Erwähnung der Ortschaft Neumarkt stammt aus dem Jahr 1235.
1849/50 wurde die politische Gemeinde Neumarkt errichtet.
Der Umbau des Marktplatzes wurde in den Jahren 2003 und 2004 durchgeführt (komplette Erneuerung der Kanal-Wasser-Versorgung, der Elektrik und Oberflächengestaltung am Hauptplatz). Die großen, alten Kastanienbäume wurden entfernt da krank und durch neue Bäume ersetzt. Außerdem wurde der komplette Park erneuert. Die Gehsteige wurden neu gepflastert und es wurden Leuchten in den Boden eingebaut, um nachts einen besseren Überblick zu verschaffen.
Im Frühjahr 2011 wurde das neue Feuerwehrhaus der Freiwilligen Feuerwehr Neumarkt fertiggestellt und mit einem großen, drei Tage andauernden Zeltfest eingeweiht.

### Bevölkerungsentwicklung
Die Gemeinde hatte laut Volkszählung 2001 1925 Einwohner, 97,7 % der Bevölkerung besaßen die österreichische Staatsbürgerschaft. Zur römisch-katholischen Kirche bekannten sich 88,0 % der Einwohner, 3,4 % gehörten der evangelischen Kirche an, 6,4 % waren ohne religiöses Bekenntnis.
Die Einwohnerzahl ist seit 1951 (1888) nahezu unverändert.

## Kultur und Sehenswürdigkeiten

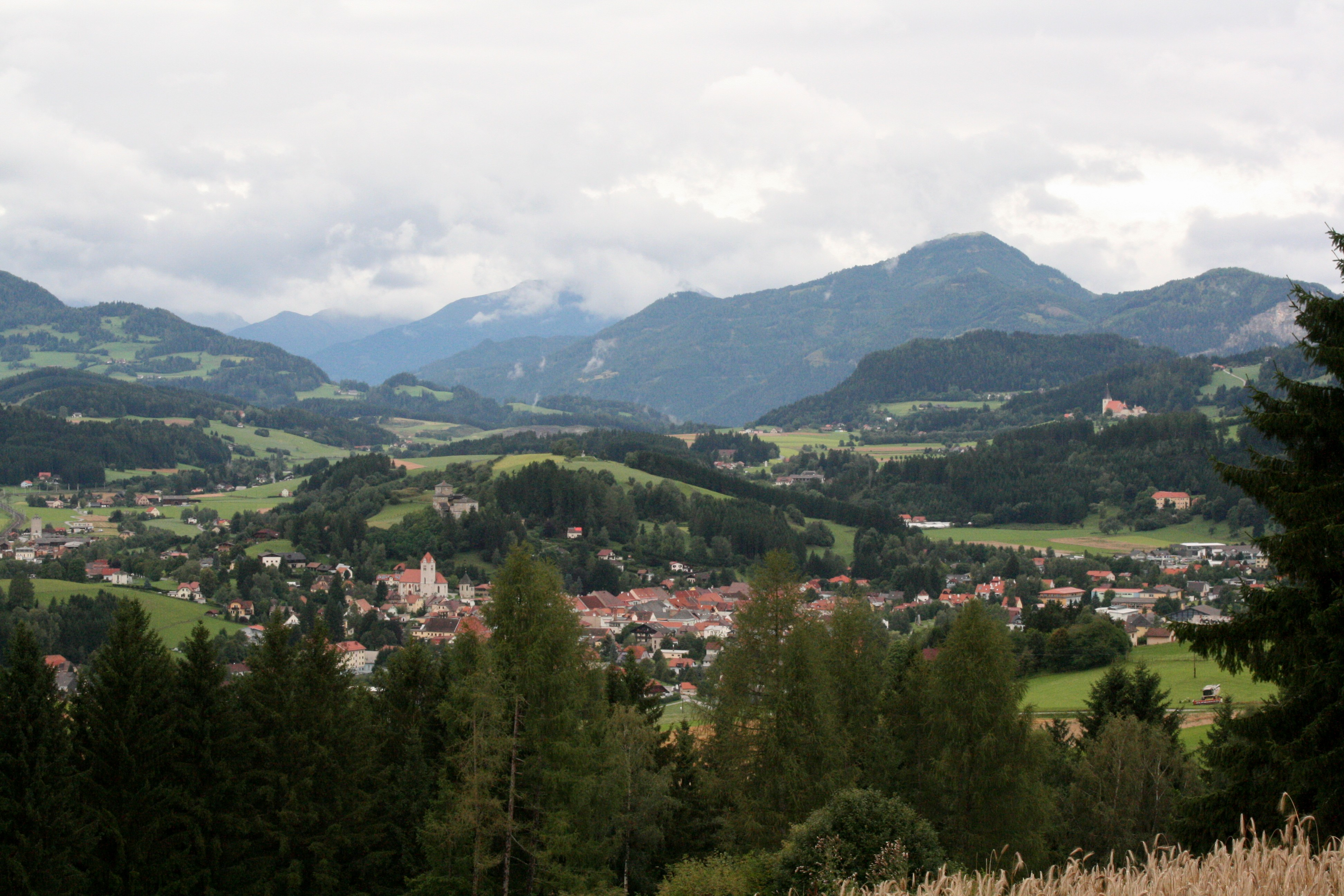
Blick auf Neumarkt in Steiermark

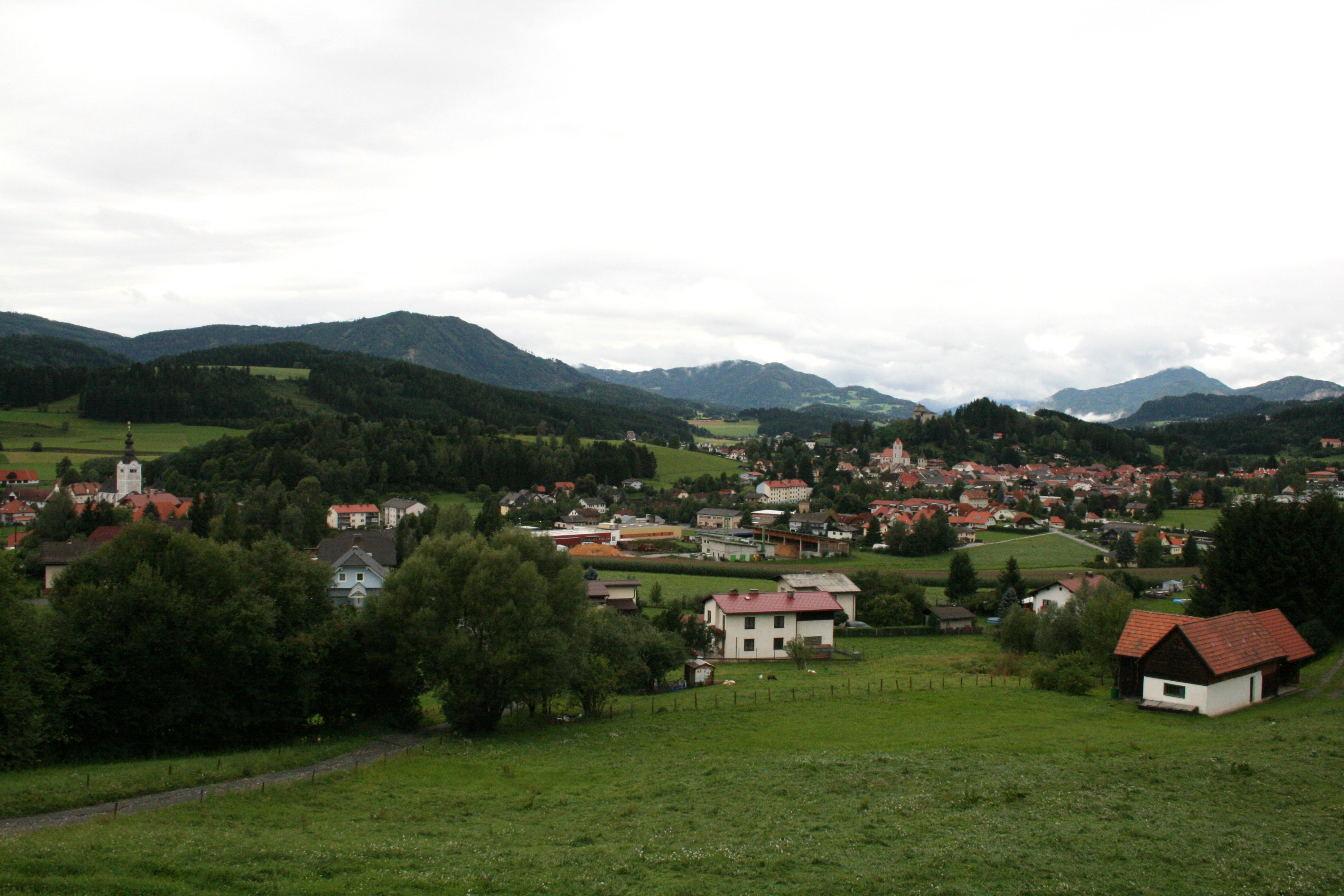
Neumarkt in Steiermark, am linken Bildrand die Kirche von Sankt Marein bei Neumarkt

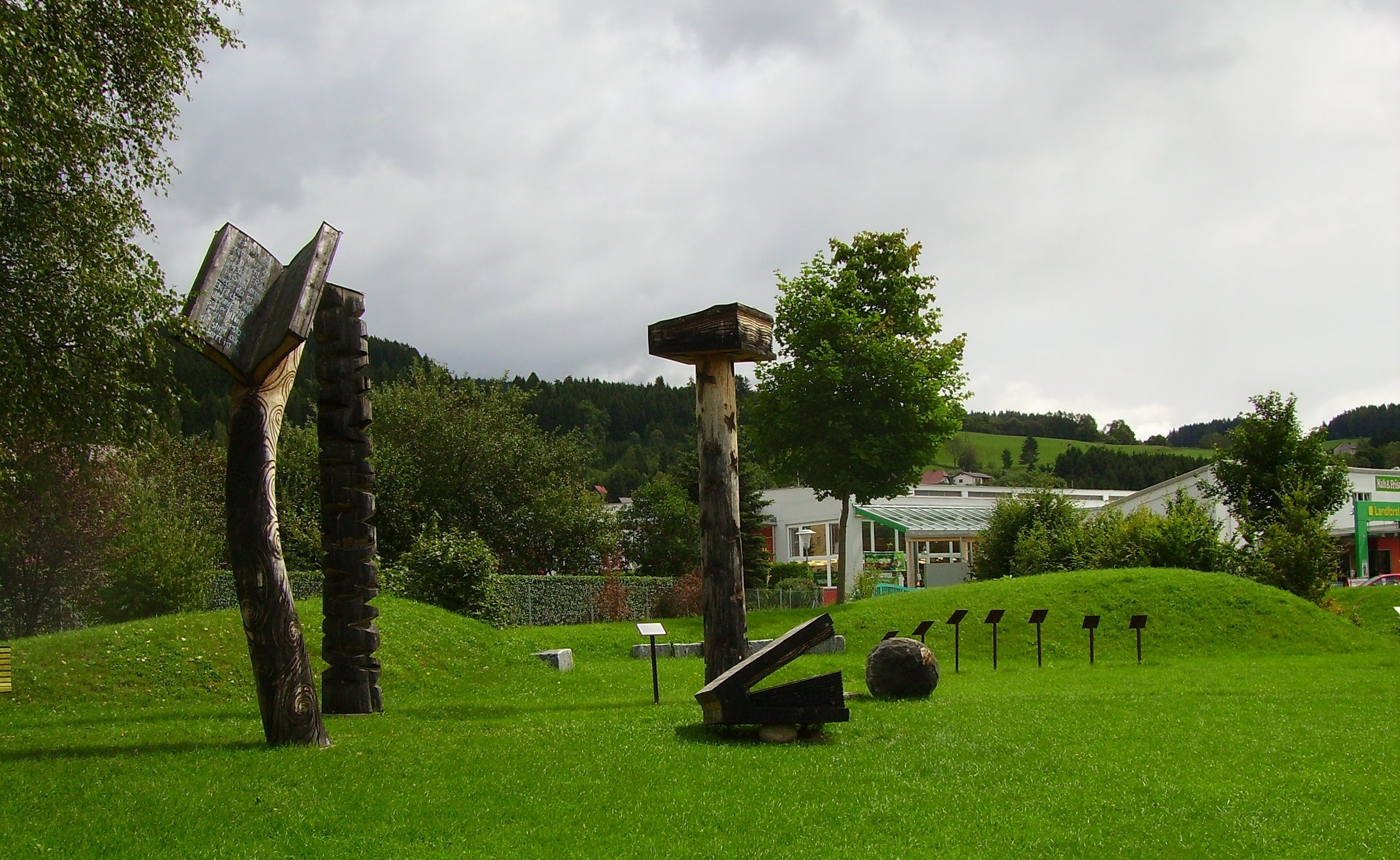
NaturLesePark

- Marktbefestigung Neumarkt in Steiermark: Von der Befestigungsanlage, deren älteste urkundliche Erwähnung aus dem Jahr 1394 stammt, sind noch Reste der Mauer sowie die drei Rundtürme erhalten. Letztere wurden nach einem Brand 1602 neu errichtet.
- Schloss Forchtenstein
- Marien- oder Pestsäule: Die 18 Meter hohe, denkmalartig aufgebaute Säule wurde 1717 von Joseph Angelo Bon errichtet. Auf der aus Marmor bestehenden Säule befindet sich eine lebensgroße Marienstatue. Nach einer Sage wurde die Säule von drei Frauen gestiftet, welche die Pest überlebt hatten. Tatsächlich wurde sie aufgrund eines Gelöbnisses wegen der Abwendung der Seuche gebaut.
- Pfarrkirche Neumarkt in Steiermark („Burgunterkirche“): Die Kirche wurde ursprünglich Ende des 12. Jahrhunderts im romanischen Stil erbaut, zwischen 1492 und 1501 im spätgotischen Stil umgestaltet und erweitert. Der Kirchturm fiel 1813 einen Brand zum Opfer, erst 1914 wurde ein neuer Turm gebaut.
- NaturLesePark: Dieser Park, angelegt in Form eines riesigen Blattes ist mit außergewöhnlichen Skulpturen, Zitaten von Philosophen und Texten zum Thema Mensch und Natur ausgestattet. Auch finden Veranstaltungen wie Konzerte, Messen und Matinees statt.
- Häferlmuseum: Das Museum „Schule der Sinne“ beherbergt auch das größte öffentlich zugängliche Häferlmuseum in Österreich.

### Regelmäßige Veranstaltungen
- jährlich findet der Sonnwendlauf statt
- Autoschau im Frühling
- Ostermarkt
- Marktfest
- Adventmarkt
- Weihnachtsgewinnspiel
- „Bauernsilvester“, jährlich am 30. Dezember am Hauptplatz

## Wirtschaft und Infrastruktur
Neumarkt in Steiermark ist das regionale Zentrum im Naturpark Zirbitzkogel-Grebenzen. In den Jahren 2007 und 2009 sowie auch 2014 erhielt Neumarkt die Auszeichnung „Goldener Boden“ von der Wirtschaftskammer Steiermark und wurde somit dreimal in Folge als „Wirtschaftsfreundlichste Gemeinde“ im Bezirk Murau ausgezeichnet.

### Verkehr
Neumarkt liegt an der Friesacher Straße B 317, die den Ort mit dem Murtal im Norden bzw. mit Kärnten im Süden verbindet. Neumarkt hat einen Bahnhof an der Bahnstrecke Judenburg–St. Veit/Glan. Seit Juli 2006 besteht ein Fahrverbot für Lastkraftwagen über 7,5 t.

### Ansässige Unternehmen
Die Werbegemeinschaft Neumarkt mit ihren 45 Mitgliedsbetrieben ist bemüht, Neumarkt als Einkaufsort attraktiv zu gestalten. Ansässig sind weiters Metallbaubetriebe, die pharmazeutische Industrie, Baugewerbe und das Holz verarbeitende Gewerbe. Daneben spielen auch Sommer- und Wintertourismus eine große Rolle.

### Öffentliche Einrichtungen
- Naturbad Neumarkt: 1998 wurde das alte Schwimmbad durch das Naturbad ersetzt.
- 3 Tennisplätze
- 2 Fußballplätze
- Eislaufplatz im Winter
- zahlreiche Wanderwege
- Radwege
- Badeteiche in der Umgebung
- Hartplatz (inklusive Basketballkörbe, Rennstrecken u. v. a. m.)

- Für die Gesundheit der Bevölkerung stehen praktische Ärzte, Zahnärzte und eine Frauenärztin zur Verfügung. Außerdem gibt es im Ort eine Apotheke und eine Ortsstelle des Roten Kreuzes.[6]
- Die Gemeinde bietet in Zusammenarbeit mit der Caritas Steiermark Betreutes Wohnen direkt am Hauptplatz an.[6]
- Pflegebedürftige alte Menschen finden Betreuung im Pflegewohnhaus der Caritas Steiermark.[7]

### Bildung
In der ehemaligen Marktgemeinde Neumarkt befanden sich
- drei Kinderbetreuungseinrichtungen
- drei Volksschulen (Mariahof, Neumarkt und St. Marein)
- eine Neue Mittelschule
- eine Zweigstelle der Musikschule Murau[8]

## Persönlichkeiten
- Neumarkt ist die letzte Ruhestätte der Kärntner Dichterin Agnes Millonig, die dort als Lehrerin tätig war
- Thomas Schroll (* 1965), Olympiasieger im Viererbob 1994 in Albertville
- Gerald Säumel (* 1986), österreichischer Fußballspieler
- Jürgen Säumel (* 1984), österreichischer Fußballspieler
- Georg Harding (* 1981), österreichischer Fußballspieler

## Politik
Der letzte Gemeinderat bestand aus 15 Mitgliedern und setzte sich seit der Gemeinderatswahl 2010 aus Mandaten der folgenden Parteien zusammen:
- 8 FPÖ und Unabhängige
- 3 SPÖ
- 2 ÖVP
- 2 Liste Neumarkt

### Wappen
Wegen der Gemeindezusammenlegung verlor das Gemeindewappen mit 1. Jänner 2015 seine offizielle Gültigkeit.

### Städtepartnerschaften
Neumarkt unterhält Städtepartnerschaften mit folgenden Städten:
- Monfalcone; seit 1989[9]

Blasonierung:
„Im roten Feld auf einem goldenen Dreiberg ein Tannenbaum.“